# Onthophagus schawalleri
Onthophagus schawalleri là một loài bọ cánh cứng trong họ Bọ hung (Scarabaeidae).